# Liste der Kulturdenkmäler in Mutterstadt
In der Liste der Kulturdenkmäler in Mutterstadt sind alle Kulturdenkmäler der rheinland-pfälzischen Gemeinde Mutterstadt aufgeführt. Grundlage ist die Denkmalliste des Landes Rheinland-Pfalz (Stand: 18. Juli 2022).

## Denkmalzonen
| Bezeichnung                    | Lage           | Baujahr | Beschreibung | Bild                           |
| ------------------------------ | -------------- | ------- | --- | ------------------------------ |
| Denkmalzone Jüdischer Friedhof | Pfalzring Lage | 1889    | an der Südwestecke des neuen christlichen Friedhofs; 1889 eröffnet; zahlreiche Grabmäler, spätes 19. und 20. Jahrhundert | weitere Bilder Fotos hochladen |

## Einzeldenkmäler
| Bezeichnung                          | Lage                                                 | Baujahr         | Beschreibung | Bild                           |
| ------------------------------------ | ---------------------------------------------------- | --------------- | --- | ------------------------------ |
| Alter Friedhof                       | Friedhofstraße Lage                                  | um 1810         | nach Auflassung des katholischen Friedhofs um 1810 angelegt, Erweiterungen 1821, 1839 und 1879, nach 1964 teilweise Einebnung und parkähnliche Umgestaltung; allseitig ummauert - Kriegerdenkmal 1870/71: Tempietto, 1882 von J. Brunner, Neustadt - Kriegerdenkmal 1914/18: skulptiert und reliefiert, 1922 - Grabdenkmäler: K. Kämmerer († 1826), Obelisk; J. A. Cron († 1891): antikisierender reliefierter Sarkophag, signiert Joanni L(udwigs)hafen; A. J. Wolf († 1834), Sandsteingrabkiste; F. Bruckner († 1838), Altarblock; L. Traßß († 1868), Obelisk mit Marmorbüste; A. M. Massot († 1869?): Skulptur der Fama | Fotos hochladen                |
| Pestalozzi-Schule                    | Fußgönheimer Straße 17 Lage                          | 1911/12         | Walmdachbau mit zwei Anbauten, barockisierender Heimatstil, 1911/12, Architekt Bezirksbaumeister Lipps | weitere Bilder Fotos hochladen |
| Seniorentreff                        | Jahnstraße 4 Lage                                    | 1824            | ehemaliges Kantonsgefängnis; klassizistischer Walmdachbau, 1824, Architekt eventuell Johann Bernhard Spatz, Speyer | Fotos hochladen                |
| Wohn- und Geschäftshaus              | Ludwigshafener Straße 2 Lage                         | 18. Jahrhundert | Eckwohn- und Geschäftshaus, barocker Krüppelwalmdachbau, teilweise Fachwerk, 18. Jahrhundert | Fotos hochladen                |
| Postamt                              | Ludwigshafener Straße 8 Lage                         | 1927/29         | klar gegliederter Putzbau, 1927/29, Architekt Heinrich Müller; straßen- und platzbildprägend | weitere Bilder Fotos hochladen |
| Wohnhaus                             | Ludwigshafener Straße 12 Lage                        | 1912            | Eckwohnhaus auf L-förmigem Grundriss, ausgebautes Mansardwalmdach, 1912 | Fotos hochladen                |
| Wohnhäuser                           | Ludwigshafener Straße 13 und 15 Lage                 | 1912            | zwei villenartige Wohnhäuser mit bewegten Dachlandschaften, 1912 | Fotos hochladen                |
| Wohnhaus                             | Luitpoldstraße 13 Lage                               | 1835            | Wohnhaus und Altensitz einer Hofanlage, eingeschossiger Putzbau mit Kniestock, bezeichnet 1835 | Fotos hochladen                |
| Hofanlage                            | Luitpoldstraße 29 Lage                               | 1758            | barocke Hofanlage; eingeschossiger Putzbau mit Kniestock und zwei Dachgeschossen, bezeichnet 1758, Nebengebäude, teilweise Fachwerk, um 1860, Wirtschaftsgebäude mit Kreuzgewölbestall; bauliche Gesamtanlage | Fotos hochladen                |
| Katholische Pfarrkirche St. Medardus | Obere Kirchstraße 14 Lage                            | 1935            | Saalbau mit Dachreiter, nach Osten dreischiffige Halle, 1935, Architekten Albert Boßlet, Würzburg, und Karl Lochner, Ludwigshafen; freistehender Glockenturm, 1958, Architekten Emil Dietrich und Rudolf Neumann; Ausstattung des barocken Vorgängers; auf der Umfassungsmauer Sandsteinstatue, zweite Hälfte des 18. Jahrhunderts | weitere Bilder Fotos hochladen |
| Altes Rathaus                        | Oggersheimer Straße 13 Lage                          | 1738            | ehemaliges Rathaus und Betsaal; Walmdachbau, teilweise Fachwerk, Dachreiter, 1738, Umbau 1822, Architekt Johann Philipp Mattlener, Speyer; ortsbildprägend; Wappenstein bezeichnet 1568 | weitere Bilder Fotos hochladen |
| Johannes-Hoffmann-Schule             | Schulstraße 8 Lage                                   | 1831/32         | ehemalige Johannes-Hoffmann-Schule; dreigeschossiger klassizistischer Walmdachbau, 1831/32, Architekt Johann Bernhard Spatz, Speyer, Aufstockung 1884 | Fotos hochladen                |
| Hofanlage                            | Schulstraße 11 Lage                                  | 1845            | Hofanlage; Wohnhaus, bezeichnet 1845, Altenteil um 1885, Toranlage | Fotos hochladen                |
| Wohnhaus                             | Speyerer Straße 15/17 Lage                           | um 1790         | ehemaliges Wohnhaus des Grafen von St. Martin; barocker Krüppelwalmdachbau, um 1790, flankiert von zweiteiligen Toranlagen; zugehörig Nebengebäude; bauliche Gesamtanlage | Fotos hochladen                |
| Toranlage                            | Untere Kirchstraße, zu Nr. 1 Lage                    | 1773            | Toranlage einer Schmiede, 1773 | Fotos hochladen                |
| Protestantisches Pfarrhaus           | Untere Kirchstraße 12 Lage                           | 1769            | ehemaliges reformiertes Schulhaus; eingeschossiger Krüppelwalmdachbau, bezeichnet 1769 | Fotos hochladen                |
| Protestantische Pfarrkirche          | Untere Kirchstraße, neben Nr. 12 Lage                | ab 1517         | spätbarocker Saalbau, 1754/55, Architekt Franz Wilhelm Rabaliatti; drei Untergeschosse des spätgotischen Wehrturms, bezeichnet 1517 und 1518; mit Ausstattung; Orgel, 1785/86 von Johann Michael Stumm II., Rhaunen-Sulzbach | weitere Bilder Fotos hochladen |
| Wasserturm                           | Waldstraße Lage                                      | 1931/32         | achtgeschossiger Betonbau mit Flachdach, 1931/32 | weitere Bilder Fotos hochladen |
| Nachtweidebrunnen                    | nordwestlich des Ortes; Flur Auf der Nachtweide Lage | 18. Jahrhundert | runder Gelbsandsteinbrunnen, wohl aus dem 18. Jahrhundert | Fotos hochladen                |